# Pan American World Airways
Pan American World Airways (més coneguda com a Pan Am) va ser l'aerolínia internacional més important dels Estats Units des dels anys 30 fins a la seva fallida el 1991, i a la qual es deuen moltes innovacions en la indústria de les aerolínies internacionals. Originalment fundada com un servei d'hidroavions a Key West (Florida), aquesta companyia va marcar la pauta en fets tan importants com l'ús massiu dels reactors i la utilització de sistemes de reserves informatitzats.
Després de 1991, Pan Am va passar per dues reencarnacions:
- La segona Pan Am va operar des de 1996 a 1998 enfocada com una aerolínia de baix cost de llarg abast entre els Estats Units i el Carib. El seu codi OACI va passar a ser PN.
- La tercera, basada en Portsmouth, Nou Hampshire va deixar d'operar el 2004. Aquesta última, en canvi, va mantenir els mateixos codis IATA i OACI que l'original.

Entre les diferents Pan Am no hi va haver cap relació, a part del nom. La Boston-Maine Airways, una companyia germana de la tercera Pan Am, encara segueix operant amb la marca «Pan Am Clipper Connection».

## Història
Pan American Airways Incorporated va ser fundada el 14 de març de 1927, per Henry H. «Hap» Arnold i associats. La seva companyia de cartera va poder obtenir en octubre el contacte d'enviament des dels EUA a Cuba però es va veure impossibilitada de fer el treball per no tenir els recursos físics degut a l'endarreriment de l'avió Fokker F-7 que havien ordenat (que no arribaria fins al 30 de setembre del mateix any). Tot i així, les operacions de la Pan Am van començar el 18 d'octubre, en un avió Fairchild llogat a la West Indian Aerial Express, quant «La Nina» va volar 90 milles des de Key West a l'Havana.
El 16 de gener de 1928 va ser inaugurat el primer vol regular de bandera nord-americana des de Key West a l'Havana a bord d'un F-7.

## Avions
| Model               | Fabricant    | Passatgers | Any  |
| ------------------- | ------------ | ---------- | ---- |
| F-7                 | Fokker       | 8          | 1927 |
| S-38                | Sikorsky     | 8          | 1928 |
| F-10A               | Fokker       | 12         | 1929 |
| Commodore           | Consolidated | 32         | 1930 |
| S-40                | Sikorsky     | 38         | 1931 |
| S-42                | Sikorsky     | 32         | 1934 |
| Dolphin             | Douglas      | 8          | 1934 |
| L-10 Electra        | Lockheed     | 10         | 1934 |
| DC-2                | Douglas      | 18         | 1934 |
| M130                | Martin       | 41         | 1935 |
| S-43                | Sikorsky     | 18         | 1937 |
| B307 Stratoliner    | Boeing       | 33         | 1938 |
| B314                | Boeing       | 77         | 1939 |
| C-46 Comando        | Curtiss      | 40         | 1943 |
| DC-4                | Douglas      | 52         | 1945 |
| L-049 Constellation | Lockheed     | 54         | 1946 |
| L-749               | Lockheed     | 90         | 1947 |
| CV-240-2            | Convair      | 40         | 1948 |
| B377 Stratocruiser  | Boeing       | 86         | 1949 |
| DC-6                | Douglas      | 88         | 1954 |
| B707-121            | Boeing       | 143        | 1955 |
| DC-7                | Douglas      | 105        | 1955 |
| B707-321            | Boeing       | 135        | 1959 |
| DC-8-32             | Douglas      | 127        | 1960 |
| B720                | Boeing       | 112        | 1963 |
| B727-100            | Boeing       | 94         | 1964 |
| B747-100            | Boeing       | 370        | 1970 |
| DC-10               | Douglas      | 270        | 1970 |
| B737                | Boeing       | 115        | 1982 |
| A300B4              | Airbus       | 254        | 1984 |
| A310                | Airbus       | 230        | 1985 |